# Campeonato Paulista Segunda Divisão 2018
In 2018 werd het 45ste Campeonato Paulista Segunda Divisão gespeeld voor voetbalclubs uit de Braziliaanse staat São Paulo. De competitie werd georganiseerd door de FPF en werd gespeeld van 7 april tot 27 oktober. Primavera werd kampioen. 

## Format
- Eerste fase: De veertig deelnemers werden verdeeld over vijf groepen van elk acht teams. De clubs spelen uit en thuis tegen elkaar en de top drie van elke groep alsook de beste vierde plaatsten zich voor de tweede fase.
- Tweede fase: De zestien overblijvers worden in vier groepen van vier verdeeld. Ze spelen uit en thuis tegen elkaar en de twee eerste van elke groep plaatsten zich voor de derde fase.
- Derde fase: De acht overblijvers worden in twee groepen van vier verdeeld. Ze spelen uit en thuis tegen elkaar en de twee eerste van elke groep plaatsten zich voor de eindfase.
- Eindfase: De vier resterende teams spelen tegen elkaar met rechtstreekse uitschakeling. De twee finalisten bekampen elkaar voor de titel en beide  teams promoveren naar de Série A3.

## Eerste fase

### Groep 1
| Plaats | Club            | Wed. | W | G | V | Saldo | Ptn. |
| ------ | --------------- | ---- | - | - | - | ----- | ---- |
| 1.     | Talentos 10     | 14   | 9 | 3 | 2 | 24:12 | 30   |
| 2.     | Osvaldo Cruz    | 14   | 7 | 3 | 4 | 25:16 | 24   |
| 3.     | VOCEM           | 14   | 7 | 3 | 4 | 16:9  | 24   |
| 4.     | Santacruzense   | 14   | 6 | 6 | 2 | 19:15 | 24   |
| 5.     | Andradina       | 14   | 5 | 3 | 6 | 19:18 | 18   |
| 6.     | Tupã            | 14   | 3 | 5 | 6 | 7:11  | 14   |
| 7.     | Assisense       | 14   | 3 | 4 | 7 | 11:19 | 13   |
| 8.     | Grêmio Prudente | 14   | 0 | 5 | 9 | 12:33 | 5    |

|  | Geplaatst voor tweede fase |

### Groep 2
| Plaats | Club               | Wed. | W  | G | V | Saldo | Ptn. |
| ------ | ------------------ | ---- | -- | - | - | ----- | ---- |
| 1.     | Inter de Bebedouro | 14   | 10 | 1 | 3 | 23:10 | 31   |
| 2.     | Bandeirante        | 14   | 8  | 4 | 2 | 22:11 | 28   |
| 3.     | América            | 14   | 6  | 2 | 6 | 19:21 | 20   |
| 4.     | Taquaritinga       | 14   | 5  | 4 | 5 | 19:21 | 19   |
| 5.     | José Bonifácio     | 14   | 5  | 2 | 7 | 17:21 | 17   |
| 6.     | Fernandópolis      | 14   | 4  | 3 | 7 | 8:11  | 15   |
| 7.     | Catanduva          | 14   | 3  | 4 | 7 | 12:20 | 13   |
| 8.     | Catanduvense       | 14   | 2  | 6 | 6 | 16:21 | 12   |

|  | Geplaatst voor tweede fase |

### Groep 3
| Plaats | Club            | Wed. | W | G | V  | Saldo | Ptn. |
| ------ | --------------- | ---- | - | - | -- | ----- | ---- |
| 1.     | Comercial       | 14   | 9 | 5 | 0  | 34:5  | 32   |
| 2.     | Francana        | 14   | 8 | 4 | 2  | 30:7  | 28   |
| 3.     | Itapirense      | 14   | 7 | 5 | 2  | 19:12 | 26   |
| 4.     | Independente    | 14   | 7 | 4 | 3  | 22:9  | 25   |
| 5.     | XV de Jaú       | 14   | 5 | 4 | 5  | 20:18 | 19   |
| 6.     | Brasilis        | 14   | 3 | 3 | 8  | 14:30 | 12   |
| 7.     | Jaguariúna      | 14   | 1 | 3 | 10 | 5:36  | 6    |
| 8.     | Sãocarlense (1) | 14   | 1 | 2 | 11 | 7:34  | 1    |

 (1): Sãocarlense kreeg vier strafpunten voor het opstellen van een niet-speelgerechtigde speler. 
|  | Geplaatst voor tweede fase |

### Groep 4
| Plaats | Club          | Wed. | W  | G | V  | Saldo | Ptn. |
| ------ | ------------- | ---- | -- | - | -- | ----- | ---- |
| 1.     | Guarulhos     | 14   | 10 | 2 | 2  | 23:10 | 32   |
| 2.     | São José      | 14   | 8  | 4 | 2  | 25:7  | 28   |
| 3.     | Paulista      | 14   | 8  | 3 | 3  | 26:8  | 27   |
| 4.     | Flamengo      | 14   | 8  | 3 | 3  | 22:12 | 27   |
| 5.     | Amparo        | 14   | 5  | 4 | 5  | 19:15 | 19   |
| 6.     | Joseense      | 14   | 4  | 1 | 9  | 23:26 | 13   |
| 7.     | União de Mogi | 14   | 3  | 2 | 9  | 8:25  | 11   |
| 8.     | Atlético Mogi | 14   | 0  | 1 | 13 | 3:46  | 1    |

|  | Geplaatst voor tweede fase |

### Groep 5
Guarujá gaf drie keer forfait en werd dan uit de competitie gezet, de resterende wedstrijdenwerden als een 0-3 verlies aangerekend. 
| Plaats | Club      | Wed. | W | G | V  | Saldo | Ptn. |
| ------ | --------- | ---- | - | - | -- | ----- | ---- |
| 1.     | Primavera | 14   | 8 | 3 | 3  | 23:7  | 27   |
| 2.     | Mauá      | 14   | 8 | 3 | 3  | 25:10 | 27   |
| 3.     | Itararé   | 14   | 8 | 3 | 3  | 18:9  | 27   |
| 4.     | Elosport  | 14   | 8 | 2 | 4  | 20:12 | 26   |
| 5.     | Mauaense  | 14   | 5 | 3 | 6  | 14:17 | 18   |
| 6.     | Jabaquara | 14   | 4 | 6 | 4  | 14:13 | 18   |
| 7.     | Barcelona | 14   | 3 | 2 | 9  | 10:22 | 11   |
| 8.     | Guarujá   | 14   | 0 | 2 | 12 | 3:37  | 2    |

|  | Geplaatst voor tweede fase |

## Tweede fase

### Groep 6
| Plaats | Club               | Wed. | W | G | V | Saldo | Ptn. |
| ------ | ------------------ | ---- | - | - | - | ----- | ---- |
| 1.     | Francana           | 6    | 3 | 2 | 1 | 7:2   | 11   |
| 2.     | Inter de Bebedouro | 6    | 3 | 2 | 1 | 7:4   | 11   |
| 3.     | Osvaldo Cruz       | 6    | 2 | 0 | 4 | 2:6   | 6    |
| 4.     | VOCEM              | 6    | 1 | 2 | 3 | 2:6   | 5    |

|  | Geplaatst voor derde fase |

### Groep 7
| Plaats | Club        | Wed. | W | G | V | Saldo | Ptn. |
| ------ | ----------- | ---- | - | - | - | ----- | ---- |
| 1.     | Primavera   | 6    | 3 | 2 | 1 | 4:2   | 11   |
| 2.     | Itararé     | 6    | 2 | 4 | 0 | 5:3   | 10   |
| 3.     | Talentos 10 | 6    | 3 | 0 | 3 | 8:7   | 9    |
| 4.     | América     | 6    | 0 | 2 | 4 | 5:10  | 2    |

|  | Geplaatst voor derde fase |

### Groep 8
| Plaats | Club        | Wed. | W | G | V | Saldo | Ptn. |
| ------ | ----------- | ---- | - | - | - | ----- | ---- |
| 1.     | Comercial   | 6    | 4 | 2 | 0 | 10:2  | 14   |
| 2.     | Paulista    | 6    | 3 | 1 | 2 | 5:4   | 10   |
| 3.     | Itapirense  | 6    | 2 | 1 | 3 | 5:8   | 7    |
| 4.     | Bandeirante | 6    | 0 | 2 | 4 | 2:8   | 2    |

|  | Geplaatst voor derde fase |

### Groep 9
| Plaats | Club      | Wed. | W | G | V | Saldo | Ptn. |
| ------ | --------- | ---- | - | - | - | ----- | ---- |
| 1.     | São José  | 6    | 2 | 4 | 0 | 4:2   | 10   |
| 2.     | Flamengo  | 6    | 2 | 3 | 1 | 4:3   | 9    |
| 3.     | Guarulhos | 6    | 1 | 4 | 1 | 6:7   | 7    |
| 4.     | Mauá      | 6    | 1 | 1 | 4 | 3:5   | 4    |

|  | Geplaatst voor derde fase |

## Derde fase

### Groep 10
| Plaats | Club               | Wed. | W | G | V | Saldo | Ptn. |
| ------ | ------------------ | ---- | - | - | - | ----- | ---- |
| 1.     | Inter de Bebedouro | 6    | 3 | 2 | 1 | 7:4   | 11   |
| 2.     | Primavera          | 6    | 3 | 2 | 1 | 8:7   | 11   |
| 3.     | Paulista           | 6    | 3 | 0 | 3 | 8:6   | 9    |
| 4.     | Itararé            | 6    | 1 | 0 | 5 | 3:9   | 3    |

|  | Geplaatst voor eindfase |

### Groep 11
| Plaats | Club      | Wed. | W | G | V | Saldo | Ptn. |
| ------ | --------- | ---- | - | - | - | ----- | ---- |
| 1.     | São José  | 6    | 3 | 1 | 2 | 10:8  | 10   |
| 2.     | Comercial | 6    | 2 | 2 | 2 | 7:7   | 8    |
| 3.     | Francana  | 6    | 2 | 2 | 2 | 7:7   | 8    |
| 4.     | Flamengo  | 6    | 2 | 1 | 3 | 5:7   | 7    |

|  | Geplaatst voor eindfase |

## Eindfase
Beide finalisten promoveren naar de Série A3 2019. In geval van gelijkspel gaat de club met het beste resultaat over de gehele competitie door. 
|  | halve finale       | halve finale | halve finale | halve finale |  |           | finale | finale | finale | finale |
|  |                    |              |              |              |  |           |        |        |        |        |
|  |                    |              |              |              |  |           |        |        |        |        |
|  | Comercial          | 1            | 2            | 3            |  |           |        |        |        |        |
|  | São José           | 1            | 2            | 3            |  |           |        |        |        |        |
|  |                    |              |              |              |  | Comercial | 0      | 1      | 1      |        |
|  |                    |              |              |              |  | Primavera | 0      | 2      | 2      |        |
|  | Inter de Bebedouro | 0            | 0            | 0            |  |           |        |        |        |        |
|  | Primavera          | 2            | 2            | 4            |  |           |        |        |        |        |

## Kampioen
| Campeonato Paulista de 2018 Segunda Divisão |
| São Paulo                                   |
| ------------------------------------------- |
| PRIMAVERA Kampioen (3° titel)               |

## Topschutters
| Speler            | Speler      | Goals | Club      |
| ----------------- | ----------- | ----- | --------- |
| Vlag van Brazilië | Gleyson     | 18    | Comercial |
| Vlag van Brazilië | Felipe Lobo | 10    | Joseense  |
| Vlag van Brazilië | Cuadrado    | 10    | Paulista  |
| Vlag van Brazilië | Lucas Lima  | 10    | São José  |